# Tiziano Manca
Tiziano Manca (* 27. Juni 1970 in Squinzano) ist ein italienischer Komponist zeitgenössischer Musik.

## Leben
Tiziano Manca wurde 1970 in Squinzano (Italien) geboren. Er studierte Komposition in Florenz bei Romano Pezzati und Salvatore Sciarrino sowie elektronische Musik und Philosophie. Danach folgte ein Meisterstudium in Dirigieren bei Piero Bellugi.
2001 war er Composer-in-residence am Akiyoshidai International Art Village in Japan und an der Abbaye de Royaumont (Paris). 2002 und 2003 erhielt er ein Stipendium der Akademie Schloss Solitude Stuttgart.
Seine Musik wurde aufgeführt u. a. in Amsterdam (Gaudeamus Music Week), Antwerpen (Ars Musica), Berlin (Konzerthaus, Festival Ultraschall, Klangwerkstatt), Darmstadt (Ferienkurse), Huddersfield (Huddersfield Contemporary Music Festival), Japan (Akiyoshidai International Art Village), Luzerne (Luzerne Festival), Paris (Abbaye de Royaumont), Toronto (Jane Mallet Theatre) und Zürich (Tonhalle). 

## Werkverzeichnis
- En Flottant für Klarinette (1996)
- Deserto colore für Stimme und Klavier (1998), Texte von Federico García Lorca
- Ondine für Kammerorchester (1998)
- Flatus vocis für Flöte (1999)
- Deux Epigrammes amoureuses et une intimation für Stimme, Klarinette, Violine, Cello, Schlagzeug, Klavier (2000), Texte von Marguerite Yourcenar
- Narcisse für zwei Baritone (2001-02), Text von Paul Valéry
- Epigramma muto für Klarinette, Bassklarinette, Schlagzeug, Violine, Viola, Cello, Celesta (2002)
- Nel Labirinto für Trompete, Posaune, Schlagzeug, Grosse Trommel, Gitarre, Cello, Klavier (2003)
- In principio für Bariton, Flöte (auch Bassflöte), Klarinette (auch Bassklarinette) (2003), Text von Lucrezio
- Voce d’ombra für Chor Fragment des Psalms 87 (2003)
- Limen für Tenorsaxophon, Gitarre, Marimbaphon (2003-04)
- La gabbia Opera in un atto su testo di Alejandro Tantanian (2002-04)
- Ein Streichquartettsatz mit Nachwort für Streichquartett, Stimme, Klavier (2004-05), Text von Uljana Wolf
- Moi, Daniel G. für Countertenor, Violine, Baritonsax, Klavier (2005), Text von Samuel Beckett
- Nell‘assenza dei venti für Kammerorchester (2006)
- Solitudini für Oboe, Klarinette, Baritonsaxophon, Violine, Cello (2006)
- Defining für Flöte, Klarinette, Vibrafon, Violine, Bratsche, Cello, Klavier (2007-09)
- Stur für Gitarre (2007-09)